# Awieriny
Awieriny (ros. Аверины) – wieś (dieriewnia) w Rosji, w obwodzie kirowskim, w rejonie afanasjewskim. W 2010 liczyła 80 mieszkańców.